# 副溶血弧菌
腸炎弧菌（學名：Vibrio parahaemolyticus），又稱為副溶血弧菌，屬於弧菌屬，是一種常見的病原菌。腸炎弧菌是一種嗜鹽性的革蘭氏陰性菌，主要的棲息地在海水中。如果食用了遭此菌污染的海鮮，會引發食物中毒。
1950年，日本大阪發生了一起集體食物中毒事件，原因是食用遭腸炎弧菌污染的青魚乾。這次中毒造成272人中毒，其中20人死亡。此事件成為日本科學家藤野恒三郎發現腸炎弧菌的契機。在台灣、日本及東南亞，每年都有相當多的病患因食用被腸炎弧菌污染的海鮮而發生食物中毒，是引起食物中毒的主要病原菌之一。

## 發現過程
1950年，以日本大阪府為中心的泉州地方，發生了第二次世界大戰以來最嚴重的集體食物中毒事件。患者出現劇烈腹痛及下痢的症狀，原因不明。最後統計共有272名患者中毒，其中有20名死亡。發病的患者全部都食用了大阪府的行商所販賣的青魚乾，因此當局立刻對這批魚乾進行分析。然而，在魚乾中並未發現任何已知會導致食物中毒的細菌。因此，當局懷疑有人刻意將毒物混入魚乾中，將這個事件作為刑事案件調查。
由於前一年的1949年才剛發生了並稱為「日本國鐵三大謎案」的松川事件、下山事件及三鷹事件，在這樣的背景下，導致了民眾的恐慌。有人認為，這起集體食物中毒事件是為了使社會混亂而進行的下毒。然而，在魚乾中並未化驗出包括砒霜、亞硝酸鹽等任何有毒化學物質，事件的原因仍然不明。
對此，大阪大學的藤野恒三郎教授（鲁迅的老师藤野严九郎的侄子）從未知感染菌的角度進行了分析。他使用大菜培養基培養菌種，並進行動物實驗，最後終於從魚乾樣品中分離了一種新種細菌，即腸炎弧菌，找出了食物中毒的原因。由於這種新種細菌是日本人發現的，在當時的日本醫學界掀起了一陣波瀾。當時大多數的日本學者對病菌的概念，都還停留在19世紀的老舊觀念；腸炎弧菌的發現震撼了他們。發現者藤野教授用「粗大且筆直，不斷的活動」來形容這種細菌的外型。此種病菌與當時弧菌屬的代表霍亂弧菌外型差異甚大，因此藤野認為此菌應歸類為巴斯德菌屬，在1951年將其命名為Pasteurella parahaemolyticus並發表。
1955年，日本國立橫濱醫院的醫師在醃漬物中發現了食物中毒的病原菌，後來證明與大阪中毒事件的病原菌是相同的。同時，他也發現了這種細菌是嗜鹽性的，因此，將此菌的日文名稱定為病原性好鹽菌。
1960年，日本東京及千葉縣一帶發生了多起因食用竹莢魚而導致食物中毒的事件，檢驗後發現病原菌是腸炎弧菌，引起了醫學界的注意。對此，厚生省(今厚生勞動省，日本中央政府的衛生主管單位)將腸炎弧菌列為引起食物中毒的重要病原菌之一，進行相關研究。
1963年，日本國立預防衛生研究所（今日本國立傳染病研究所）的福見秀雄和證明了此種細菌應屬於弧菌屬，將學名改定為Vibrio parahaemolyticus，同時也將此種細菌的日文名稱改為腸炎弧菌，沿用至今。

## 性狀

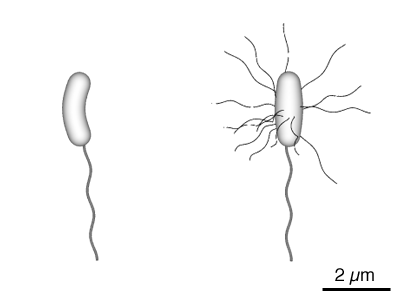
弧菌屬細菌的型態比較
左：霍亂弧菌的模式圖，有弧菌的典型特徵：逗點狀的桿菌本體及粗的單毛性鞭毛(端鞭毛)。
右：腸炎弧菌的形式圖，細菌本體的形狀是筆直的棒狀，除了端鞭毛外，還有許多細的側鞭毛。

腸炎弧菌和霍亂弧菌、創傷弧菌等細菌，都是弧菌科弧菌屬的成員。但是，腸炎弧菌和其他弧菌在一些特徵上，有著相當的不同。腸炎弧菌的長度約是0.3×2µm，其細菌本體不像典型弧菌的彎曲狀，反而是筆直的棒狀（類似桿菌）。此外，腸炎弧菌不能使乳糖及蔗糖發酵，與可以發酵葡萄糖及蔗糖的其他弧菌科細菌不同，這也是區別腸炎弧菌與其他弧菌的方法之一。由於這個特性，腸炎弧菌在TCBS培養基上呈現亮綠色，與一般弧菌的黃色不同。
腸炎弧菌對酸鹼改變敏感，適合生長的pH值約在7.5-8之間，可耐受的酸鹼值為pH5-11。腸炎弧菌與霍亂弧菌相同，都喜歡偏鹼性的環境，但是與霍亂弧菌不同的是，腸炎弧菌必須要在環境有氯化鈉存在的條件下才能增殖（但是如果使用血液大菜膠培養基時則不需要添加氯化鈉）。適合腸炎弧菌生長的鹽度約在2-3%，超過10%或低於0.5%均不能增殖。
適合腸炎弧菌生長的溫度約在20℃以上，溫度在15℃以下時，生長會受到抑制。腸炎弧菌對熱的耐受力相當低，使用一般的高溫滅菌法即可完成殺菌。因此，因腸炎弧菌而造成食物中毒的患者，通常是肇因於食用未經煮熟的海產。此外，腸炎弧菌菌株在低溫時也容易死亡。腸炎弧菌不耐乾燥(aw=0.948時無法生長)，在乾燥環境中會迅速死亡。
腸炎弧菌的增殖速度很快，在含3%氯化鈉的大菜培養液中，只要8分鐘左右就會分裂一次。而該菌在海產中的繁殖也相當迅速，例如：30℃時，腸炎弧菌在章魚中從102CFU/g繁殖到107CFU/g僅需六小時。腸炎弧菌的增殖迅速是造成食物中毒的一大原因。
腸炎弧菌擁有一大一小的兩個染色體(分別有3.2×106和1.9×106個鹼基對)，是人類首次發現擁有複數染色體的細菌品種。

## 致病性
副溶血弧菌引起的食物中毒经烹饪不当的海产品或盐腌制品传播。常见的为海蜇、海鱼、海虾及各种贝类。因食物容器或砧板生熟不分污染本菌后，也可发生食物中毒。该病常年均可发生，潜伏期5-72小时，平均24小时，可从自限性腹泻至中度霍乱样病症，有腹泻、腹痛、呕吐和低热等症状。粪便多为水样，少数为血水样，恢复较快，病后免疫力不强，可重复感染。

## 治療與預防
由腸炎弧菌導致的食物中毒，症狀輕微者可以自行痊癒，無須用藥。症狀嚴重者需給予電解質及水分，以防脫水。也可以給予抗生素，例如：氯黴素(chloramphenicol)、卡那黴素(kanamycin)、四環素(tetracycline)或頭孢菌素(cephalothin)。
副溶血弧菌不耐热，90℃1分钟即被杀死，且不耐酸，1%醋酸或50%食醋中1分钟死亡，因此预防主要从改变饮食习惯方面着手。

## 檢驗方式
标本采取患者的粪便、肛拭或剩余食物，直接分离培养于SS琼脂平板或嗜盐菌选择平板。如出现可疑菌落，则进一步作嗜盐性试验与生化反应，最后用诊断血清进行鉴定。
副溶血性弧菌在普通血平板（含羊、兔或马等血液）上不溶血或只产生α溶血。但在特定条件下，某些菌株在含高盐（7%）的人O型血或兔血及以D-甘露醇作为碳源的我萋琼脂平板上可产生β溶血，称为神奈川现象（Kanagawa phenomenon，KP）。KP+菌株为致病性菌株。此反应是鉴别致病性副溶血性弧菌的重要生化反应。
其他新型的检验方式包括基因探针杂交及PCR快速诊断法，可直接从原始食物标本或腹泻标本中检测耐热毒素基因。

## 外部連結
- 微生物免疫學-Vibrio parahaemolyticus(副溶血性弧菌/ 腸炎弧菌) （页面存档备份，存于）

### 註腳
1. ↑  引用自東吳大學微生物學系，黃顯宗教授之個人教學網站 （页面存档备份，存于）
2. 1 2 3  刘晶星，李凡. . 北京: 人民卫生出版社. 2013-3  [2017-10]. ISBN 978-7-117-17152-6 （中文（中国大陆））.
3. 1 2  杨绍基，李兰娟. . 北京: 人民卫生出版社. 2013-3  [2017-10]. ISBN 978-7-117-17120-5 （中文（中国大陆））.